# Destinity
Destinity est un groupe français de melodic death metal, originaire de Lyon. Formé en 1996, sous l'influence de Mick Caesare (chant / Ex-No Return), Stephan Barboni (guitare) et Florent Barboni (batterie). Le groupe a réalisé plus de 800 concerts à travers la France et l'Europe avec des groupes tels que Deicide, Kreator, Sepultura, Kataklysm, Behemoth, Loudblast, Cradle of filth, Darkane, Entombed, Severe Torture, Destruction, Decapitated, Gojira, et bien d'autres… Il a également participé à de très nombreux festivals tels que le Summer Breeze Open Air 2010, le Motocultor Festival 2010, le Hellfest, etc. Le groupe se sépare en 2013 pour revenir en 2019 avec une tournée de reformation qui aboutira sur un album en 2021.

## Biographie
Destinity est formé en juillet 1996 à Lyon, en Rhône-Alpes. Leur premier album, Wepts from the Sky, est autofinancé et publié en 1999. En 2002, le groupe signe officiellement au label Adipocere Records. Après deux premiers albums orientés death et black symphonique, le groupe évolue depuis la sortie de Synthetic Existence (2005) dans une sphère musicale plus proche de la scène thrash/death scandinave. La sortie de The Inside en 2008, sur le label allemand Lifeforce Records et produit aux Hansen Studios (Danemark), permettra au groupe d'atteindre une plus importante renommée à travers le monde.
En 2010, le groupe participe au festival Summer Breeze Open Air. Au début de 2010, Destinity publie la couverture de son prochain album intitulé XI Reasons to See qui sera disponible le 22 février sue Lifeforce Records. À la fin de 2012, le groupe publie une vidéo d'eux en studio pour l'enregistrement d'une suite de l'album XI Reasons to See. En mars 2013, ils effectuent une tournée européenne aux côtés de Deicide. En mai 2013, Mick décide de quitter le groupe qu'il a créé 17 ans plus tôt à la suite de divergences. Le 18 juillet 2013, le groupe annonce être à la recherche d'un nouveau chanteur. Le 29 novembre 2013 Yan Pierrat (ex-chanteur de Fifteen) est déclaré nouveau chanteur du groupe. Le groupe annonce en même temps vouloir prendre de nouvelles directions artistiques et se séparera quelques mois plus tard.
Après une réunification pour quelques dates de concerts marquant le retour de Mick au chant, le groupe a finalement décidé de se reformer avec le même line-up que Resolve In Crimson puis a enregistré le nouvel album In Continuum sorti en 2021 et s'inscrivant dans la continuité musicale de ses prédécesseurs. L'album sortira sur le propre label du groupe Crimson Productions.

## Membres

### Membres
- Mick Caesare– chant (1996-2013, depuis 2019)
- Florent Barboni batterie (1996-2013, depuis 2019)
- Stephan Barboni – guitare (1996-2013, depuis 2019)
- Seb VS– guitare (Ex-In Arkadia)
- David Richer – basse

### Anciens membres
- Yan – chant (quelques mois d'intérim avant le split / un concert uniquement)
- Ponce – guitare
- Lord DD – guitare
- Zeg – guitare
- Jim – guitare (ex-Vocifer)
- Nico – guitare (Anksunamon, ex-Ipsum, ex-Thalidomide)
- Ben – basse
- Hrafnagud – basse
- Nino – basse
- Tyrael – batterie (The Oath)

## Discographie

### Albums studio
- 1999 : Wepts from the Sky (demo)
- 2001 : Supreme Domination's Art (demo)
- 2003 : Under the Smell of Chaos
- 2004 : In Excelsis Dementia
- 2005 : Synthetic Existence
- 2008 : The Inside
- 2010 : XI Reasons to See
- 2012 : Resolve in Crimson
- 2021 : In Continuum

### DVD
- 2006 : 666 % Thrashened Extreme Music